# Tổng thống Nam Phi
Tổng thống Cộng hòa Nam Phi là nguyên thủ quốc gia và là lãnh đạo chính phủ theo Hiến pháp Nam Phi. Từ năm 1961 đến năm 1994, nguyên thủ quốc gia được gọi là Tổng thống Nhà nước.
Tổng thống được Quốc hội, là Hạ viện bầu và thường là lãnh đạo của đảng đa số, Đảng Đại hội Dân tộc Phi đã nằm quyền liên tục từ sau khi chế độ Apacthai bị xóa bỏ ngày 27/4/1994. Trước đó chức danh lãnh đạo chính phủ là Thủ tướng, chức vụ tồn tại tới năm 1983 sau đó hợp nhất với chức vụ Tổng thống Nhà nước với nhiệm kỳ 4 năm. Kể từ năm 1993 và sau đó là Hiến pháp quy định nhiệm kỳ tổng thống là 5 năm với 2 nhiệm kỳ. Tổng thống đầu tiên được bầu theo hiến pháp mới là Nelson Mandela và Tổng thống đương nhiệm là Cyril Ramaphosa được Quốc hội bầu khi Jacob Zuma từ chức.
Theo Hiến pháp tạm thời (trong thời gian 1994-1996), để có một chính phủ quốc gia thống nhất, trong đó nghị sĩ đảng đối lập đa số sẽ là Phó Tổng thống. Cùng với Thabo Mbeki, Tổng thống Nhà nước cuối cùng, FW De Klerk cũng từng là Phó Tổng thống, đồng thời với vai trò là lãnh đạo Đảng Quốc gia một đảng lớn thứ 2 trong Quốc hội mới. Nhưng sau đó, De Klerk đã từ chức và trở về lãnh đạo đảng của mình. Theo hiến pháp mới (ban hành năm 1996) chính phủ liên minh tự nguyện tiếp tục tồn tại, Tổng thống sẽ không bổ nhiệm các chính trị gia đối lập làm Phó Tổng thống nữa.
Tổng thống phải là thành viên của Quốc hội trong thời gian bầu cử. Sau khi đắc cử buộc phải từ chức là thành viên Quốc hội.

## Lịch sử
Chức vụ Tổng thống, vai trò và trách nhiệm được quy định trong chương V Hiến pháp Nam Phi, hiến pháp do Hội đồng lập hiện lập sau khi chế độ Apacthai bị xóa bỏ.
Chức vụ trước đây tồn tại tại Nam Phi từ khi là thuộc địa của Anh. Người điều hành thuộc địa Natal và mũi Hảo Vọng là Thống đốc Anh, tương tự như vậy chức danh lãnh đạo Cộng hòa Boer Transvaal và Bang Tự do Da cam là Tổng thống. Sự tranh chấp chủ quyền dẫn tới cuộc chiến đỉnh điểm hiệp định Vereeniging được ký trong thời gian chiến tranh Nam Phi (1879-1915).
Liên minh Nam Phi được thành lập ngày 31/5/1910 là thuộc địa của Anh và Quân vương Anh là nguyên thủ quốc gia (đại diện là Phó vương, Toàn quyền).
Nam Phi chính thức trở thành Cộng hòa ngày 31/5/1961, chức vụ Tổng thống Nhà nước được lập. Cuộc cải tổ sau đó đã giản thể chức vụ Thủ tướng năm 1984.

## Bầu cử
Nam Phi có hệ thống bầu cử Tổng thống gần như duy nhất. Không giống các nước từng là thuộc địa cũ của Anh và các nước áp dụng hệ thống Westminster, Tổng thống Nam Phi là nguyên thủ quốc gia, lãnh đạo chính phủ và tổng tư lệnh Lực lượng Quốc phòng Quốc gia Nam Phi (SANDF). Khác với hệ thống bầu cử Tổng thống trên thế giới, Tổng thống Nam Phi do Quốc hội bầu, chứ không do nhân dân trực tiếp hoặc do cử tri đoàn bầu. Hiến pháp quy định hệ thống kết hợp vừa quốc hội vừa tổng thống một cách độc đáo. 2 quốc gia Botswana và Myanmar cũng áp dụng chế độ tương tự. Trong thời gian 1996 và 2003, Israel cũng kết hợp 2 hệ thống nhưng với chức vụ Thủ tướng.
Để tránh lạm quyền nhiệm kỳ của Tổng thống là 5 năm và chỉ được giới hạn trong 2 nhiệm kỳ liên tiếp. Vì vậy hệ thống bầu cử ngăn chặn được sự lạm quyền chức vụ Tổng thống so với thời kỳ Apartheid và các nước châu Phi khác.

## Quyền hạn
Tổng thống Nam Phi là nguyên thủ quốc gia, lãnh đạo chính phủ và tổng tư lệnh Lực lượng Quốc phòng Quốc gia Nam Phi (SANDF). Quyền hạn trách nhiệm và đãi ngộ của Tổng thống được quy định tại Chương V Hiến pháp Nam Phi, luật được Quốc hội Nam Phi thông qua.
Quyền hành pháp của Tổng thống là bổ nhiệm chức vụ được Hiến pháp quy định như các Bộ trưởng và các thẩm phán tòa án Tối cao. Thông qua Nội các, Tổng thống thực hiện và thi hành Hiến pháp, luật pháp dựa vào sự ràng buộc về chính trị.
Tổng thống đóng vai trò hình thành luật pháp. Tổng thống ký dự luật thành luật hoặc phủ quyền để dự luật quay trở lại Quốc hội hoặc Tòa án Tối cao hoặc có thể kêu gọi trưng cầu ý dân. Tổng thống có quyền triệu tập Nghị viện, thường giới thiệu mục tiêu và chương trình nghị sự của mình thông qua bài diễn văn đầu tiên của phiên họp.
Tổng thống là tổng tư lệnh các lực lượng vũ trang qua đó tác động hoặc kiểm soát chính sách an ninh và đối ngoại. Tổng thống có quyền tuyên bố chiến tranh và hòa bình, thảo luận và ký kết các hiệp ước và bổ nhiệm hoặc tiếp nhận các quan chức ngoại giao, trao huân chương danh dự và ban hành ân xá.
Tổng thống được gọi là "thưa ngài" hoặc "Ông/Bà Tổng thống" và được gọi là "Ngài (tên)".
Văn phòng chính thức của Tổng thống là các tòa nhà Liên bang ở Pretoria và Tuynhuys ở Cape Town. Dinh thự của Tổng thống là Mahlamba Ndlopfu ở Pretoria, Genadendal ở Cape Town và Dr John L Dube House ở Durban.

## Danh sách các Tổng thống

### Tổng thống Nhà nước (1961-1994)
Đảng phái
      Đảng Quốc gia
| #                                                                   | Tên (sinh–mất)                           | Chân dung                       | Bắt đầu                                   | Kết thúc                                  | Bầu (Nghị viện)                 | Đảng chính trị                  |
| Nguyên thủ Quốc gia (1961–1984)                                     | Nguyên thủ Quốc gia (1961–1984)          | Nguyên thủ Quốc gia (1961–1984) | Nguyên thủ Quốc gia (1961–1984)           | Nguyên thủ Quốc gia (1961–1984)           | Nguyên thủ Quốc gia (1961–1984) | Nguyên thủ Quốc gia (1961–1984) |
| ------------------------------------------------------------------- | ---------------------------------------- | ------------------------------- | ----------------------------------------- | ----------------------------------------- | ------------------------------- | ------------------------------- |
| 1                                                                   | Charles Robberts Swart (1894–1982)       |                                 | 31/5/1961                                 | 31/5/1967                                 | —                               | Đảng Quốc gia                   |
| —                                                                   | Theophilus Ebenhaezer Dönges (1898–1968) |                                 | Được bầu nhưng không nhận chức vì bị bệnh | Được bầu nhưng không nhận chức vì bị bệnh | —                               | Đảng Quốc gia                   |
| —                                                                   | Jozua François Naudé (1889–1969) (Quyền) |                                 | 1/6/1967                                  | 10/4/1968                                 | —                               | Đảng Quốc gia                   |
| 2                                                                   | Jacobus Johannes Fouché (1898–1980)      |                                 | 10/4/1968                                 | 9/4/1975                                  | —                               | Đảng Quốc gia                   |
| —                                                                   | Johannes de Klerk (1903–1979) (Quyền)    |                                 | 9/4/1975                                  | 19/4/1975                                 | —                               | Đảng Quốc gia                   |
| 3                                                                   | Nicolaas Johannes Diederichs (1903–1978) |                                 | 19/4/1975                                 | 21/8/1978 (mất khi đang tại nhiệm)        | —                               | Đảng Quốc gia                   |
| —                                                                   | Marais Viljoen (1915–2007) (Quyền)       |                                 | 21/8/1978                                 | 10/10/1978                                | —                               | Đảng Quốc gia                   |
| 4                                                                   | Balthazar Johannes Vorster (1915–1983)   |                                 | 10/10/1978                                | 4/6/1979 (từ chức)                        | —                               | Đảng Quốc gia                   |
| 5                                                                   | Marais Viljoen (1915–2007)               |                                 | 19/6/1979 Quyền từ 4/6/1979               | 3/9/1984                                  | —                               | Đảng Quốc gia                   |
| Tổng thống là nguyên thủ quốc gia và lãnh đạo chính phủ (1984–1994) |                                          |                                 |                                           |                                           |                                 |                                 |
| 1                                                                   | Pieter Willem Botha (1916–2006)          |                                 | 14/9/1984 Quyền từ 3/9/1984               | 15/8/1989 (từ chức)                       | 1987 (20)                       | Đảng Quốc gia                   |
| 2                                                                   | Frederik Willem de Klerk (1936–2021)     |                                 | 20/9/1989 Quyền từ 15/8/1989              | 10/5/1994                                 | 1989 (21)                       | Đảng Quốc gia                   |

### Tổng thống Cộng hòa (1994-nay)
Parties
      Đảng Đại hội Dân tộc Phi
| Chân dung | Chân dung | Tên (sinh–mất)                  | Nhiệm kỳ — Năm bầu | Nhiệm kỳ — Năm bầu | Nghị viện               | Chính đảng | Chính phủ                             | Ghi chú                                       |
| --------- | --- | ------------------------------- | ------------------ | ------------------ | ----------------------- | ---------- | ------------------------------------- | --------------------------------------------- |
| 1         | | Ngài Nelson Mandela (1918–2013) | 10/5 1994          | 14/6 1999          | XXII                    | ANC        | Mandela (Cải tổ 1 · 2 · 3) ANC—NP—IFP |                                               |
| 1         | 1994 | Ngài Nelson Mandela (1918–2013) |                    |                    | XXII                    | ANC        | Mandela (Cải tổ 1 · 2 · 3) ANC—NP—IFP |                                               |
| 1         | Tổng thống da đen đầu tiên của Nam Phi, lần đầu tiên tổ chức cuộc bầu cử dân chủ. Chính phủ của ông tập trung giải quyết chế độ Apacthai qua các hành động chống phân biệt chủng tộc, đói nghèo và bất bình đẳng, chủ trương hòa giải dân tộc. Về chính trị là người theo chủ nghĩa dân tộc Phi và chủ nghĩa xã hội dân chủ, ông là Chủ tịch ANC trong giai đoạn 1991-1997 | Ngài Nelson Mandela (1918–2013) |                    |                    |                         |            |                                       |                                               |
| 2         | | Ngài Thabo Mbeki (1942–)        | 14/6 1999          | 21/5 2004          | XXIII                   | ANC        | Mbeki I ANC—IFP                       | [ 7 ] [ 8 ] [ 9 ] [ 10 ] [ 11 ] [ 12 ] [ 13 ] |
| 2         | 21/5 2004 | Ngài Thabo Mbeki (1942–)        | 24/9 2008          | XXIV               | Mbeki II (Cải tổ 1 · 2) | ANC        |                                       | [ 7 ] [ 8 ] [ 9 ] [ 10 ] [ 11 ] [ 12 ] [ 13 ] |
| 2         | 1999, 2004 | Ngài Thabo Mbeki (1942–)        |                    | XXIV               | Mbeki II (Cải tổ 1 · 2) | ANC        |                                       | [ 7 ] [ 8 ] [ 9 ] [ 10 ] [ 11 ] [ 12 ] [ 13 ] |
| 2         | Tổng thống thứ 2 sau chế độ Apacthai từ năm 1999-2008. Vào năm 2008 trong thời gian 9 tháng hết nhiệm kỳ ông từ chức sau khi bị kỷ luật do Ban chấp hành Quốc gia của ANC. Tiếp theo là kết luận của thẩm phán C.R. Nicholson về can thiệp sai luật của Cơ quan Công tố Quốc gia (NPA), bao gồm cả việc đưa ra truy tố Jacob Zuma vì tội tham nhũng. Ngày 12 tháng 1 năm 2009, Tòa án Tối cao phúc thẩm nhất trí lật ngược phán quyết của Nicholson nhưng việc từ chức đã diễn ra. | Ngài Thabo Mbeki (1942–)        |                    |                    |                         |            |                                       | [ 7 ] [ 8 ] [ 9 ] [ 10 ] [ 11 ] [ 12 ] [ 13 ] |
| 3         | | Ngài Kgalema Motlanthe (1949–)  | 24/9 2008          | 9/5 2009           | XXIV                    | ANC        | Motlanthe                             | [ 14 ] [ 14 ]                                 |
| 3         | — | Ngài Kgalema Motlanthe (1949–)  |                    |                    | XXIV                    | ANC        | Motlanthe                             | [ 14 ] [ 14 ]                                 |
| 3         | Trở thành Tổng thống sau khi Thabo Mbeki từ chức. | Ngài Kgalema Motlanthe (1949–)  |                    |                    |                         |            |                                       | [ 14 ] [ 14 ]                                 |
| 4         | | Ngài Jacob Zuma (1942–)         | 9/5 2009           | 21/5 2014          | XXV                     | ANC        | Zuma I (Cải tổ 1 · 2 · 3)             |                                               |
| 4         | 21/5 2014 | Ngài Jacob Zuma (1942–)         | 14/2 2018          | XXVI               | Zuma II                 | ANC        |                                       |                                               |
| 4         | 2009, 2014 | Ngài Jacob Zuma (1942–)         |                    | XXVI               | Zuma II                 | ANC        |                                       |                                               |
| 4         | Tổng thống từ năm 2009. Từ chức vào ngày 14/2/2018 theo yêu cầu của ANC rằng Zuma phải từ chức hoặc phải đối mặt với một cuộc bỏ phiếu bất tín nhiệm của Quốc hội. | Ngài Jacob Zuma (1942–)         |                    |                    |                         |            |                                       |                                               |
| 5         | | Ngài Cyril Ramaphosa (1952-)    | 15/2 2018          | Đương nhiệm        | XXVI                    | ANC        | Ramaphosa                             |                                               |
| 5         | 2018 | Ngài Cyril Ramaphosa (1952-)    |                    |                    | XXVI                    | ANC        | Ramaphosa                             |                                               |
| 5         | Tổng thống được bầu sau khi Jacob Zuma từ chức. | Ngài Cyril Ramaphosa (1952-)    |                    |                    |                         |            |                                       |                                               |